# 그라브락스

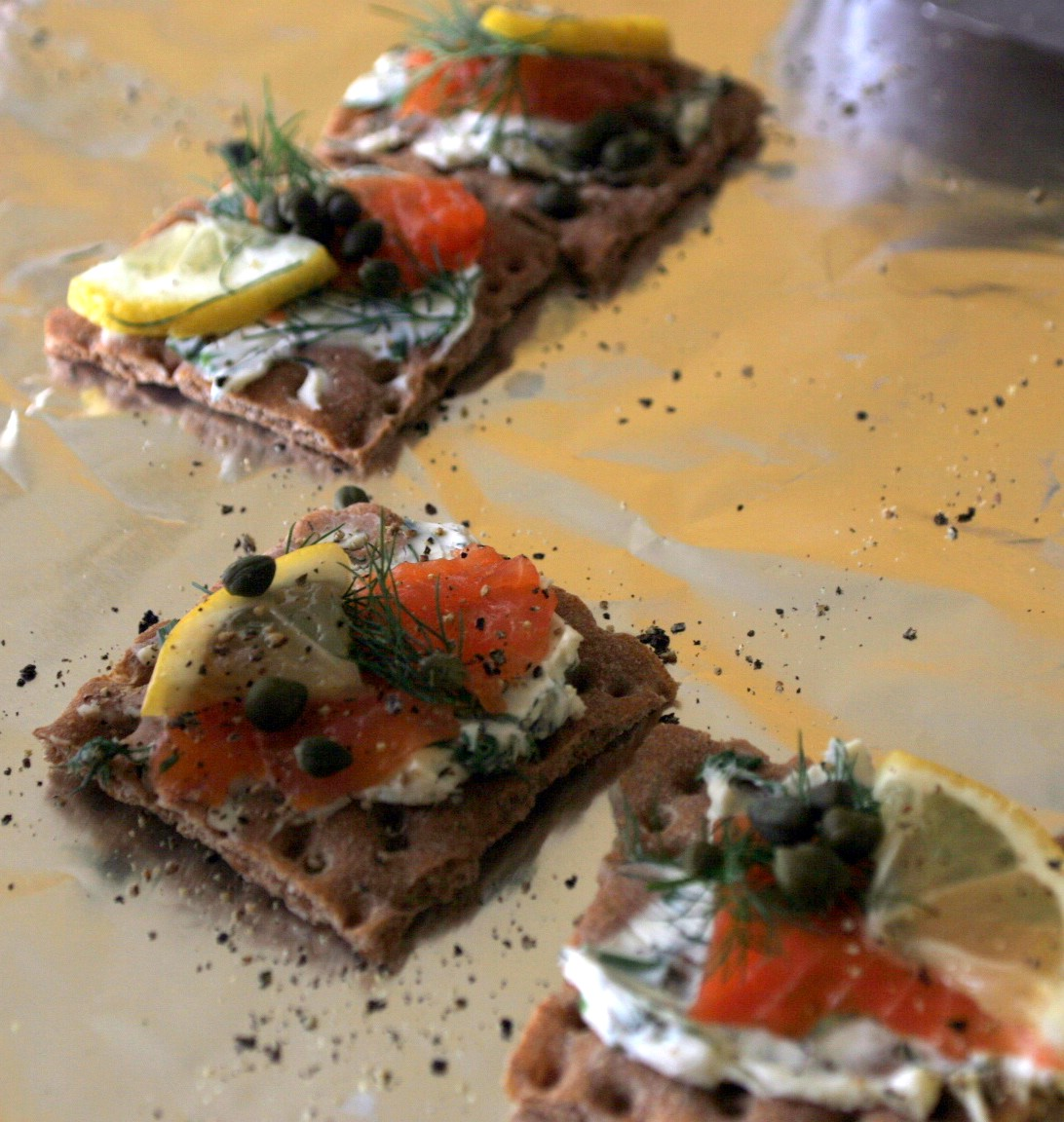
바삭한 빵위에 검은 후추와 레몬으로 장식한 그라브락스

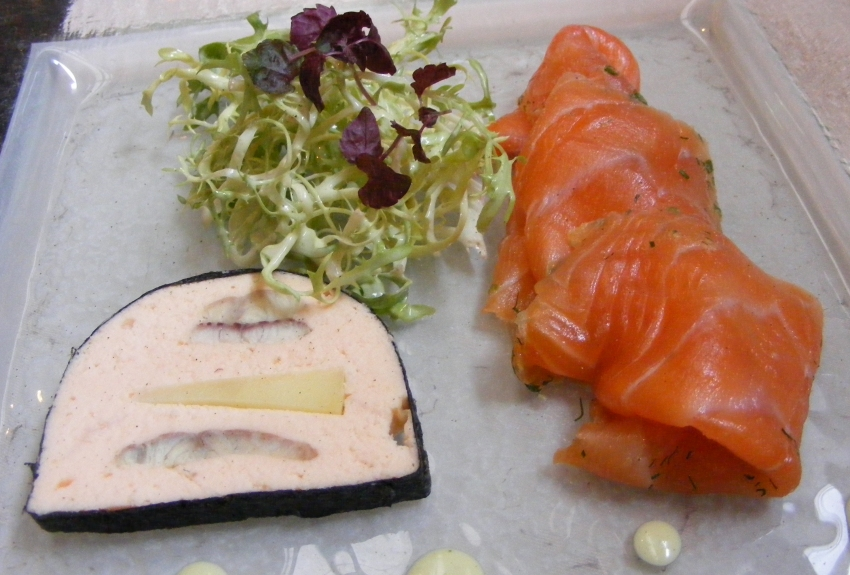
그라블락스와 파테

그라블락스(노르웨이어: gravlaks), 그라플락스(아이슬란드어: graflax), 그라바드 락스(스웨덴어: gravad lax; 덴마크어: gravad laks), 그라빌로히(핀란드어: graavilohi)는 소금과 설탕, 딜에 담그고 절여 가공한 연어로 만든 스칸디나비아의 음식이다. 그라브락스는 대부분 얇게 저며서 딜과 겨자 소스로 만든 "호브모스타르소스" (hovmästarsås), 또는 "그라블락스소스" (gravlaxsås)을 빵이나 삶은 감자와 함께 얹어서 전채로 먹는다.

## 역사
중세시대에 어부들이 소금에 연어를 절이고 파도가 밀어오는 해안선 위의 모래에 묻어서 가볍게 발효시키면서 그라브락스가 만들었다. 그라브락스는 스칸디나비아의 단어인 그라브에서 나왔으며, 이는 무덤, 혹은 땅속의 구멍 (스웨덴어, 노르웨이어, 덴마크어)를 뜻하며, 락스 (laks)는 연어를 뜻한다. 즉 그라브락스는 "땅속에 묻은 연어"를 의미한다.
오늘날 그라브락스를 만들 때 더 이상 발효를 시키지 않는다. 대신 연어를 마른 소금과 설탕, 딜 속에 묻은 후, 며칠 간 말려서 보존 처리한다. 연어가 가공되는 동안, 습기는 마른 가공물을 굉장히 응축된 국물로 변하게 되며, 이는 스칸디나비아 요리에서 양념으로 사용될 수 있다. 이렇게 같은 방법으로 다른 기름기 많은 생선에 사용될 수 있지만, 연어가 가장 보편적이다.

## 같이 보기
- 과메기
- 락피스크
- 록스
- 사시미
- 수르스트룀밍
- 젓갈
- 카르파초
- 하우카르들

## 참고 문헌
- Ruhlman, Michael; Polcyn, B. (2005), 《Charcuterie》 1판, New York, NY: W.W. Norton & Company.